# Julia Strada
Julia Strada Rodríguez (Rosario, Argentina; 26 de mayo de 1989) es una politóloga, y doctora en desarrollo económico argentina. Es Diputada de la Nación Argentina por la Provincia de Buenos Aires desde 2023.

## Biografía
Strada es Licenciada en Ciencia Política de la Universidad Nacional de Rosario, Magíster en Desarrollo Económico de la FLACSO, Doctora en Desarrollo Económico de la Universidad Nacional de Quilmes y Directora del Centro de Economía Política Argentina. Además, en 2021 fue designada en el directorio del Banco Nación.
Strada también es columnista, docente universitaria (Universidad Nacional de Rosario, Universidad de Buenos Aires y Universidad Nacional de Avellaneda) y colaboradora en medios de comunicación.
En 2023 fue electa Diputada de la Nación Argentina por la Provincia de Buenos Aires en la lista de Unión por la Patria.

## Historial electoral
| Año  | Candidatura                            | Partido/Coalición                         | Elección    | votos     | Porcentaje       | Resultado                 |
| ---- | -------------------------------------- | ----------------------------------------- | ----------- | --------- | ---------------- | ------------------------- |
| 2023 | Diputada de la Nación por Buenos Aires | Partido Justicialista/Unión por la Patria | Legislativa | 4.094.665 | \| \| 43,71 % \| | Electa (14vo lugar lista) |
|      | 43,71 %                                |                                           |             |           |                  |                           |

## Vida personal
Julia es hija de Aldo Strada, histórico dirigente de la seccional Villa Constitución de la UOM.